# Colonna eruttiva

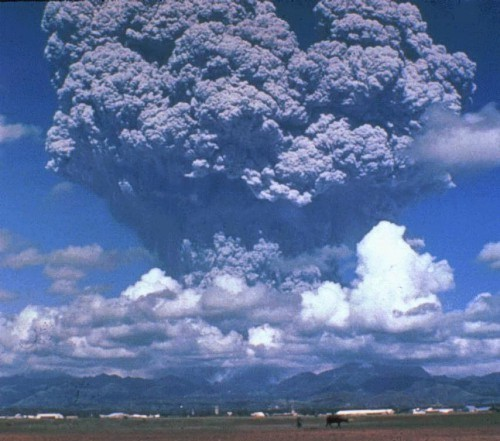
Colonna eruttiva del vulcano Pinatubo, Filippine

La colonna eruttiva è un getto verticale di frammenti di magma, ceneri, gas che i vulcani grigi emettono in conseguenza  della pressione accumulata nella fase precedente all'esplosione. 
La nube può salire per parecchi chilometri nell'atmosfera e spesso raggiunge anche la stratosfera. In questo caso, le ceneri e i gas che hanno raggiunto queste altezze, possono restare sospesi per periodi anche molto lunghi e influenzare le temperature dell'intero pianeta.